# Shh...
Shh... es un cortometraje español, dirigido por La Cuadrilla (bajo el alias de "Escuadra Cobra") y estrenado en 1986. Fue rodado íntegramente en Estudio 22 (Madrid)

## Ficha técnica
1984. Título:"Shh.." . Duración 10 minutos. Formato de proyección 16/9. Producción: Miguel Vidal. Negativo en Filmoteca española.

## Datos
- Guion y Dirección: Escuadra Cobra. Alias de La Cuadrilla
- Producción: Miguel Vidal.
- Fotografía: Miguel Ángel Trujillo y Flavio Martínez Labiano.
- Ayudantes de cámara: Jesús de Frutos y Txepe Lara.
- Montaje: Cristina Otero.
- Decorados: Polo y Bombín.
- Ayudantes de producción: Lorenzo Guindo y Luis M. García
- Intérpretes: Luis Barbero, José María Caffarel, Iñaki Miramón, Paul Naschy, Zori y Maru Valdivielso (descapuchados); Carmelo Espinosa y Javier Jiménez (encapuchados); Bibis e Inma Corral (el marinero y su mujer)

## Sinopsis
Entre los hermanos de la Secta de la Cobra hay un traidor.

## Galardones
- 1985. Primer premio del festival de cortometrajes de Móstoles. Madrid.

## Formatos editados
- DVD: La cuadrilla antes de la cuadrilla (Suevia 2005)

- Datos: Q6127043